# Ждала
46°10′ пн. ш. 17°08′ сх. д. / 46.16° пн. ш. 17.14° сх. д.
Ждала (хорв. Ždala) — населений пункт у Хорватії, у Копривницько-Крижевецькій жупанії у складі громади Гола.

## Населення
Населення за даними перепису 2011 року становило 583 осіб.
Динаміка чисельності населення поселення: